# Tetrorchidium macrophyllum
Tetrorchidium macrophyllum är en törelväxtart som beskrevs av Johannes Müller Argoviensis. Tetrorchidium macrophyllum ingår i släktet Tetrorchidium och familjen törelväxter. Inga underarter finns listade i Catalogue of Life.